# Илзескалнская волость
И́лзескалнская во́лость (латыш. Ilzeskalna pagasts) — одна из двадцати пяти территориальных единиц Резекненского края Латвии. Находится в северо-восточной части края. Граничит с Аудринской, Наутренской, Берзгальской, Веремской и Дрицанской волостями своего края, а также с Межвидской волостью Карсавского края.
Крупнейшими населёнными пунктами волости являются сёла: Илзескалнс (волостной центр), Яунгайлуми, Вецгайлуми, Ерзелёва, Жоготы, Отра Малиновка, Мортузани, Плешауники, Пушкриви.
В волостном селе Илзескалнс расположена православная церковь, выстроенная в 1832 году, в усыпальнице которой похоронен герой Отечественной войны 1812 года русский генерал Яков Кульнев, и небольшой краеведческий музей.
По территории волости протекает река Ича. Из крупных водоёмов — озёра Гайлуму и Стогоршню.

## История
В 1945 году в Макашенской волости Резекненского уезда был создан Гайлумский сельский совет. После отмены в 1949 году волостного деления он входил в состав Резекненского района.
В 1954 году к Гайлумскому сельсовету были присоединены территории ликвидированных колхозов «Красная Латгалия» и «Узвара» Чакшского и Езупольского сельских советов. В 1971 году — территория совхоза «Гайлуми» Берзгальского сельсовета. В 1975 году — часть территории Аудринского сельсовета. В 1989 году Гайлумский сельский совет был переименован в Илзескалнский сельсовет.
В 1990 году Илзескалнский сельсовет был реорганизован в волость. В 2009 году, по окончании латвийской административно-территориальной реформы, Илзескалнская волость вошла в состав Резекненского края.